# Emilio Nappa
Mons. Emilio Nappa (9. srpna 1972, Neapol) je italský římskokatolický duchovní, arcibiskup a generální sekretář Governatorátu Městského státu Vatikán (spolu s advokátem Giuseppem Puglisi-Alibrandim).

## Život
Narodil se 9. srpna 1972 v Neapoli.
Roku 1991 byl přijat do Papežského semináře v Neapoli a studoval na Papežské teologické fakultě Jižní Itálie. Od roku 1995 pokračoval v kněžské formaci v Koleji Capranica v Římě a na Papežské univerzitě Gregoriana získal titul bakaláře teologie.
Dne 28. června 1997 byl biskupem Lorenzem Chiarinellim vysvěcen na kněze. Po vysvěcení pokračoval v doktorandském studiu na Gregorianě.
Stal se farním vikářem ve farnosti svatého archanděla Michaela v Averse, a poté rektorem kostela svatého Rocha.
Přednášel teologii na diecézním institutu SS. Apostoli Pietro e Paolo v Capuji.
Stal se kanovníkem katedrální kapituly v Averse.
Začal působit na apoštolské nunciatuře v Itálii a stal se úředníkem sekce pro všeobecné záležitosti Státního sekretariátu. Působil také v Sekretariátu pro ekonomiku.
Dne 3. prosince 2022 jej papež František jmenoval adjunktem sekretářem sekce pro evangelizaci Dikasteria pro evangelizaci a titulárním arcibiskupem ze Satriana.
Dne 28. ledna 2023 byl vysvěcen na biskupa. Světiteli byli kardinál Luis Antonio Tagle, arcibiskup Edgar Peña Parra a biskup Angelo Spinillo.
Dne 25. února 2025 jej papež František jmenoval generálním sekretářem Governatorátu Městského státu Vatikán. Druhým generální sekretářem je advokát Giuseppe Puglisi-Alibrandi, přičemž nová prezidentka Raffaella Petrini dostala pravomoc delegovat konkrétní povinnosti a odpovědnosti na nově jmenované generální sekretáře podle potřeby.